# Pierre Rothschild
Pierre Rothschild (* Mai 1952 in St. Gallen) ist ein Schweizer Journalist und Medienunternehmer.

## Leben
Rothschild ist der Sohn des Rabbiners Lothar Rothschild. Er besuchte die Primar- und Mittelschulen in St. Gallen, dann eine private Handelsschule, die er mit einem Handelsdiplom abschloss. Ab Mai 1969 absolvierte er ein Volontariat beim St. Galler Tagblatt, 1972 wurde er dort Redaktor für den Bereich TV, Film und Showbusiness. Per Januar 1974 wechselte er zu Ringier, wo er u. a. die neu entstehende Glückspost mit konzipierte. Per Januar des Folgejahres wurde er Chefredaktor des Israelitischen Wochenblattes.
1978 wurde Rothschild Aktionär des Verlags Manfred Marx AG (u. a. Autozeitschrift «Powerslide») und trat in dessen Verwaltungsrat ein. Später war er Herausgeber von dessen Zeitschriften mit Verantwortlichkeit für Budget, Marketing, Redaktion und Anzeigen. Gleichzeitig war Rothschild als Berater des Verlegers Axel Springer tätig. Er erwarb den Verlag Manfred Marx AG und verkaufte ihn 1992  an die Züri-Woche Verlags AG. Seit 1980 ist Rothschild Mitarbeiter des Filmproduzenten Arthur Cohn. 1995 war er Mitgründer des Schweizer Musik-TV-Senders Swizz Music Television. Nach Erhalt der Konzession und Sendestart 1999 war Rothschild als Co-Geschäftsführer und Programmchef tätig. 2000/2002 wurde der Sender an VIVA verkauft.

## Belege
1. 1 2  Pierre Rothschild ist neuer Verwaltungsratspräsident der Maxx-TV AG. In: Klein Report. 19. Februar 2009, abgerufen am 15. August 2018.

| Personendaten    | Personendaten                              |
| ---------------- | ------------------------------------------ |
| NAME             | Rothschild, Pierre                         |
| KURZBESCHREIBUNG | Schweizer Journalist und Medienunternehmer |
| GEBURTSDATUM     | Mai 1952                                   |
| GEBURTSORT       | St. Gallen                                 |